# 夏振皓
夏振皓（1981年—），台灣童星、魔術師、節目主持人。

## 簡介
夏振皓，藝名皓皓，三歲起以童星身份開始演藝生涯。因為一部「河合康喜健鈣丸」的廣告而廣為人知，同時也成為台灣當時最有名氣的兒童藝人之一。至今仍是他擔任康喜健鈣的代言人。他代言的廣告包括聯華食品「元本山海苔」、聯合利華「康寶果醬」、和統一奶粉等。
皓皓建國中學、國立台灣藝術大學畢業後，平時靠魔術、表演為主。2002年，皓皓參演中視八點檔連續劇《時來運轉》後，便少有戲劇演出。但他就讀台灣藝術大學戲劇系時，除了從事二手車買賣之外仍有從事主持的工作。2005年年底，皓皓與國立台灣藝術大學的數位同窗校友合組「夢想小丑劇團」從事魔術、默劇、氣球、川劇變臉等演出，並且在2012年成為首位台灣受邀至中國中央電視台演出川劇變臉的表演者。
2016年後皓皓便較少演出魔術與變臉等節目，進而專職從事活動執行以及主持工作，並且有自己的活動行銷公司「皓皓整合行銷」。

## 作品

### 電視戲劇
| 首播 | 頻道 | 劇名                     | 飾演   |
| ---- | ---- | ------------------------ | ------ |
| 1987 | 中視 | 小姐與流氓               |        |
| 1988 | 中視 | 黃金劇場- 他們的故事     |        |
| 1988 | 中視 | 情在天涯                 |        |
| 1989 | 中視 | 黃金劇場- 把愛找來       |        |
| 1990 | 中視 | 浴火鳳凰                 | 不老翁 |
| 1990 | 中視 | 黃金劇場- 擁抱夢幻       |        |
| 1991 | 中視 | 黃金劇場- 今夜星光燦爛時 |        |
| 1993 | 華視 | 包青天- 烏盆記           | 容兒   |
| 2001 | 中視 | 時來運轉                 |        |
| 1993 | 台視 | 聊齋系列- 牡丹燈籠       |        |
| 1993 | 台視 | 聊齋系列- 狐媚           |        |
| 1993 | 台視 | 聊齋系列- 伍秋月         |        |
| 1993 | 台視 | 聊齋系列- 珊瑚變         |        |
| 1994 | 中視 | 七俠五義                 |        |
| 1994 | 中視 | 中視劇場- 火鶴           |        |
| 1995 | 台視 | 台灣情-渴望-櫻花戀       |        |
| 2007 | 大愛 | 晚晴                     | 阿德   |
| 2008 | 大愛 | 呼叫223                  | 阿清   |

### 電影
| 上映年份 | 片名       | 飾演 | 導演   |
| -------- | ---------- | ---- | ------ |
|          | 少爺當大兵 |      |        |
|          | 大小老千   |      | 朱延平 |

### 微電影 MV
| 上映年份 | 片名     | 飾演 | 監製   |
| -------- | -------- | ---- | ------ |
| 2021     | 海岸的光 |      | 夏振皓 |

### 唱片
| 日期 | 名稱                  | 發行公司 |
| ---- | --------------------- | -------- |
| 1990 | 皓皓唱遊集            | 新笛唱片 |
| 1990 | 皓皓唱遊集Ⅱ：超級暑假 | 新笛唱片 |

## 外部鏈結
- 臺視演藝經紀聯盟
- 皓灝整合行銷的Facebook專頁